# Friedrich Louis Simon

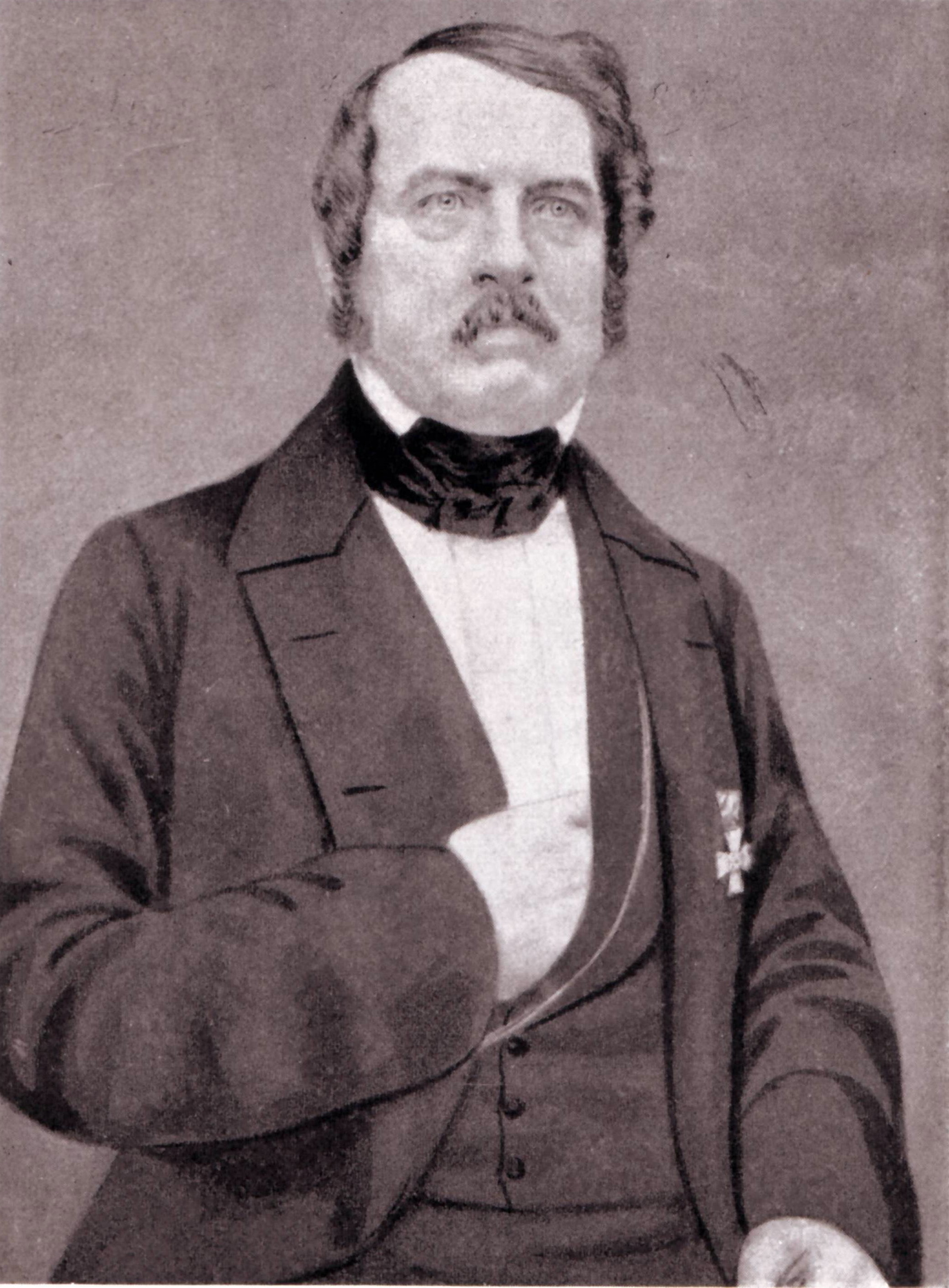
Friedrich Louis Simon um 1850

Friedrich Louis (Ludwig) Simon (* 1. Februar 1800 in Berlin; † 29. Dezember 1877 in Mühlhausen Thüringen) war ein deutscher Architekt, preußischer Baubeamter und Schüler Karl Friedrich Schinkels.

## Leben
Simon war der älteste Sohn des Geheimen Oberbaurats und Professors der Berliner Bauakademie Paul Ludwig Simon (1771–1815) und dessen Ehefrau Marie Madeleine (geborene Royer). Beide Eltern waren Mitglieder der französischen Kolonie in Berlin. Ihre Vorfahren mussten als hugenottische Glaubensflüchtlinge nach der Aufhebung des Edikts von Nantes 1685 Frankreich verlassen und wurden von Kurfürst Friedrich Wilhelm in Brandenburg-Preußen aufgenommen.
Nach Studienaufenthalten 1824 in Paris und 1825 in England trat Simon im Jahr 1826 in der damaligen Rheinprovinz als Baukondukteur in die preußische Bauverwaltung ein. 1828 zum Landbaumeister befördert, war Simon bis 1835 in Wetzlar tätig, danach in (Duisburg-)Ruhrort. 1840 erfolgte die Beförderung zum Bauinspektor und die Versetzung nach Glogau in Schlesien. Hier war Simon am Bau des Glogauer Doms beteiligt. Er beendete seine Laufbahn als Baurat in Mühlhausen (Thüringen).
Von Simons Bauten sind nachweislich bis heute zwei Gebäude äußerlich fast unverändert erhalten.

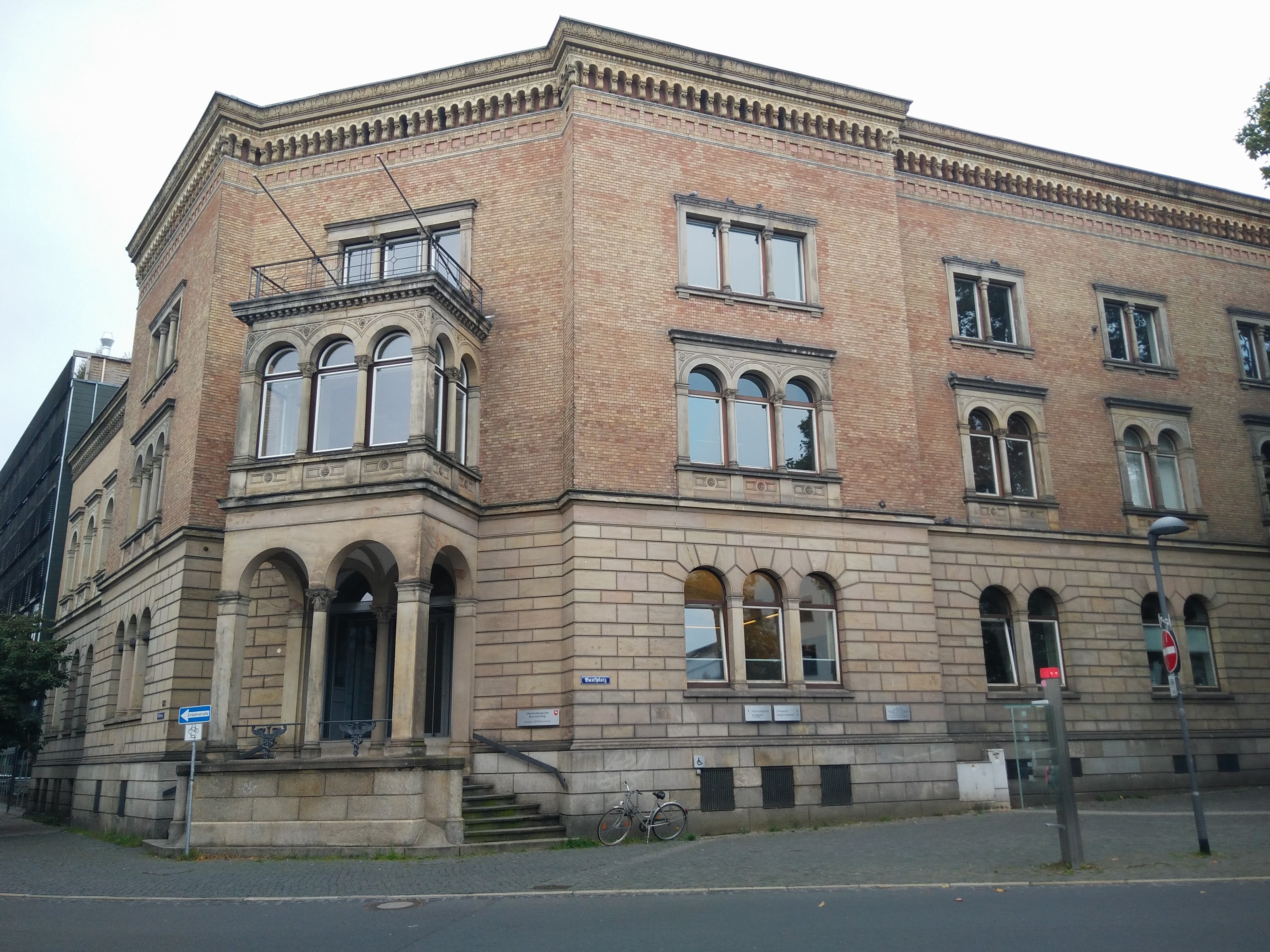
Ehemaliges Gebäude der Braunschweigischen Bank, heute Oberlandesgericht Braunschweig

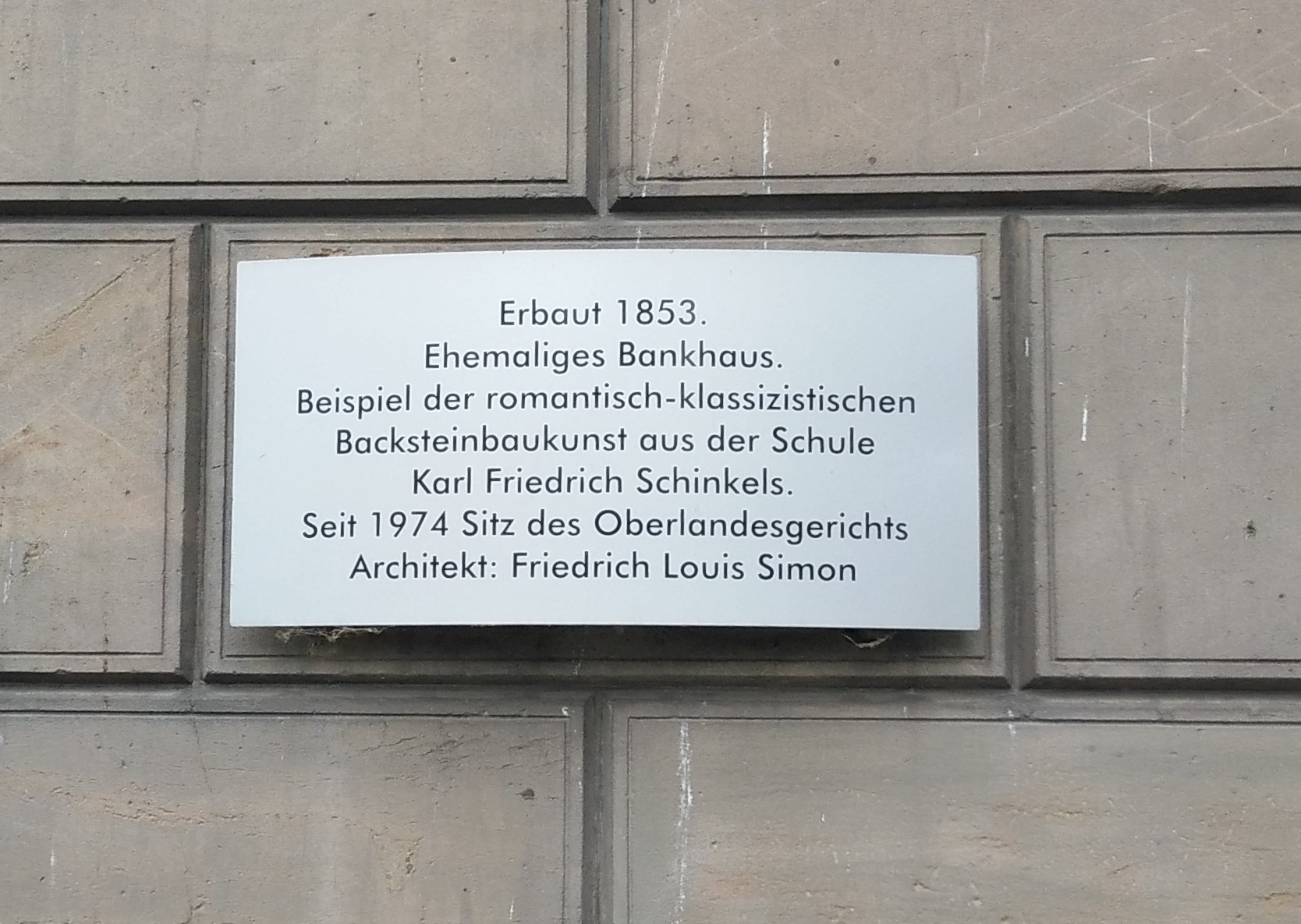
Plakette am ehemaligen Gebäude der Braunschweigischen Bank

1827 bis 1830 entstand die evangelische Pfarrkirche in Wißmar (damals Landkreis Wetzlar, heute Gemeinde Wettenberg im Landkreis Gießen) in rein klassizistischem Stil als großer, quergelagerter Saalbau mit hohen Bogenfenstern.
Für die Braunschweigische Bank baute Simon 1853 am Bankplatz 6 in Braunschweig einen Backsteinbau im Rundbogenstil schinkelscher Prägung. In dem Gebäude, das 1906 in den Besitz der Braunschweig-Hannoverschen Hypothekenbank überging, hat seit 1974 das Oberlandesgericht Braunschweig seinen Sitz.

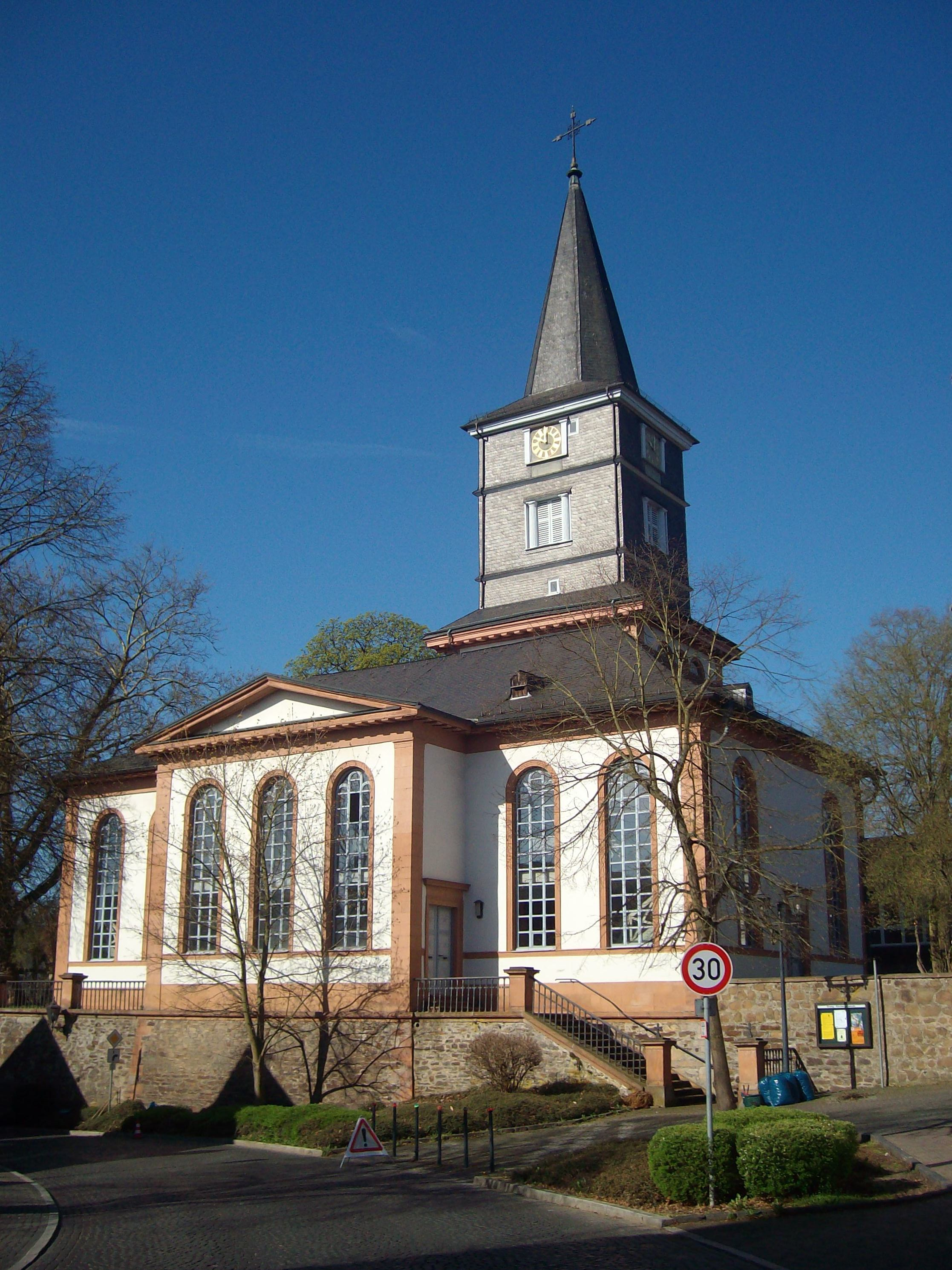
Evangelische Pfarrkirche in Wißmar

Simon hatte aus zwei Ehen zahlreiche Nachkommen. Er starb am 29. Dezember 1877 in Mühlhausen (Thüringen). Einer seiner Urenkel war der Betriebswirt Erich Kosiol (1899–1990), ab 1948 Professor an der Freien Universität Berlin.